# Hermetia aeneipennis
Hermetia aeneipennis är en tvåvingeart som beskrevs av Giglio-tos 1893. Hermetia aeneipennis ingår i släktet Hermetia och familjen vapenflugor. Inga underarter finns listade i Catalogue of Life.